# Morning Stream
Morning Stream（モーニングストリーム）は、ミュージックバードが制作し全国のコミュニティ放送局で放送されている番組。2006年7月4日放送開始。

## 概要
2006年7月4日に放送開始。
当初は火～金曜日の週4日の放送であったが、2007年4月からは月曜日と週末にも拡大され全曜日の放送となる。2009年3月で週末の放送が終了となり、以降は平日の帯番組となった。2022年10月2日から2023年9月24日までの1年間は日曜日にも放送され、土曜日を除く週6日の放送となっていた。
帯番組移行当初は放送時間が3時間に拡大されていたが、2011年4月に放送開始当初と同じ1時間に短縮。同年10月に放送時間が30分に再び短縮されたが、2019年4月からは放送時間が55分に再拡大されている（55分となっているのは、5:55からの5分間を「Weekly Recommend」に充てているため）。2024年10月より金曜日のみ「風雲ラジオショッピング」の放送開始に伴って45分に短縮された。
パーソナリティは無く、音楽のみで構成されている。2023年9月時点では実質リメンバー・ミュージックの拡大版のような形となり、1970年代から1980年代の邦楽ヒット曲をシャッフル形式で流す内容となっている。かつて放送されていた日曜日は平日と同じヒット曲のシャッフル形式ながら1970年代から1990年代の洋楽が流れていた。

## 放送時間
- 2006年7月4日～2007年3月30日 - 毎週火曜日～金曜日 5:00～6:00（JST）
- 2007年4月1日～2009年3月29日 - 毎日 5:00～6:00（JST）
- 2009年3月30日～2011年4月1日 - 毎週平日 5:00～8:00（JST）
- 2011年4月4日～2011年9月30日 - 毎週平日 5:00～6:00（JST）
- 2011年10月3日～2019年3月29日 - 毎週平日 5:00～5:30（JST）
- 2019年4月1日～2022年9月30日 - 毎週平日 5:00～5:55（JST）
- 2022年10月2日～2023年9月29日 - 毎週日曜日～金曜日 5:00～5:55（JST）
- 2023年10月2日～2024年9月27日 - 毎週平日 5:00～5:55（JST）
- 2024年9月30日～現在 - 毎週月曜日～木曜日 5:00～5:55、毎週金曜日 5:00～5:45（JST）

## タイムテーブル
- 5:00～5:55（金曜日のみ5:45）